# Шпайер, Эрмин
Эрмин Шпайер, также Эрминия Шпайер (нем. Hermine Speier, Erminia Speier; 28 мая 1898, Франкфурт-на-Майне — 12 января 1989, Монтрё, Швейцария) — немецкий археолог, исследователь античности. Одна из немногих женщин-археологов своего времени, первая женщина-сотрудник музеев и библиотеки Ватикана, а также создатель первого в истории археологии фотоархива.

## Биография

### Ранние годы
Эрмин Шпайер родилась в богатой еврейской семье во Франкфурте-на-Майне. Она училась в «Школе Виктории» (Viktoriaschule) и после частной подготовки сдала выпускной экзамен. В зимнем семестре 1918—1919 годов во Франкфуртском университете стала изучать историю, немецкий язык и философию. В летнем семестре 1919 года перешла в Гисенский университет, а в зимнем семестре 1919—1920 годов — в Гейдельбергский университет. В Гисене она впервые познакомилась с классической археологией на семинаре Герхарта Роденвальдта. Её первыми учителями в Гейдельберге были Карл Ясперс, Фридрих Гундольф, Карл Людвиг Хампе, Герман Онкен, Эберхард Готейн.
После того, как в 1920 году в Гейдельбергский университет был назначен Людвиг Курциус, он стал её главным учителем и покровителем. Эрмин полностью переключилась на археологию. Помимо Курциуса, её учителями были Франц Болль, Альфред фон Домашевский, Карл Майстер и, прежде всего, Бернхард Швейцер.
Эрмин Шпайер получила докторскую степень в 1925 году, защитив диссертацию на тему «Полуобнажённые античные фигуры в искусстве V и IV в. до н. э.» (Die Gruppen angelehnter Figuren im V. und IV. Jahrhundert). Курциус был впечатлён её работой, но, тем не менее, заявил: «Если бы это было возможно, я бы поставил ей лучшую оценку за это прекрасное выступление, но жаль, что эта тема предназначена исключительно для мужчин». Эрмин Шпайер оказалась единственной женщиной, получившей докторскую степень под руководством Людвига Курциуса. Работа была опубликована семь лет спустя под заголовком «Двухфигурные группы в V и IV веках до нашей эры» (Zweifiguren-Gruppen im fünften und vierten Jahrhundert vor Christus) в «Римских сообщениях» («Römischen Mitteilungen»). Она была выполнена в традициях творчества Иоганна Иоахима Винкельмана, которым Эрмин Шпайер восхищалась всю свою жизнь.
Во время учёбы Эрминия сблизилась с литературным «Георгиевским кружком» (George-Kreis), основанным немецким поэтом и переводчиком Штефаном Георгe. C 1925 года работала в Кёнигсбергском университете. Она оставалась в Кёнигсберге до 1928 года, пока Курциус, назначенный директором римского отделения Немецкого археологического института, не пригласил её на работу в Рим.

### Работа в Ватикане
Людвиг Курциус поручил своей ученице создать в Риме фототеку произведений классического искусства. Эта работа, которая систематически упорядочивала фотографии, принесла Эрмин Шпайер заслуженную славу первого археологического фотоархивиста и заслужила широкое профессиональное признание со стороны работников библиотек. Поэтому в истории искусствознания Эрмин Шпайер считается и первым археологическим фото-библиотекарем. Способ, которым она пользовалась при систематизации и описании фотографий, со временем был признан фундаментальным. В 1934 году Шпайер была уволена со своей должности в связи с принятием антиеврейского «Закона о восстановлении профессиональной гражданской службы» (Gesetzes zur Wiederherstellung des Berufsbeamtentums). Генеральный директор музеев Ватикана Бартоломео Ногара воспользовался этим обстоятельством и предоставил Эрмин Шпайер недавно созданную должность в своем музее. Шпайер таким образом стала первой женщиной, получившей работу в Ватикане. Папа Пий XI поддержал это назначение.
Эрмин Шпайер систематизировала и каталогизировала 20 000 фотонегативов из старых фондов, а также обрабатывала постоянно поступающие новые изображения. Она разделила негативы на три отдельные коллекции: «Классическая археология», «Средневековье», «Новое время» и «Этнографические экспедиции». Затем она и её коллеги, археолог Филиппо Маджи и историк искусства Деоклесио Редиг де Кампос, начали классифицировать изображения. Большая часть фотографий в научных публикациях до 1966 года заимствована из фотоархива Шпайер. В 1935 году маркиз Бенедетто Гульельмо подарил Папе Пию XI коллекцию произведений этрусского искусства, которая составила основу этрусской коллекции Ватикана. Эрмин Шпайер систематизировала коллекцию и оснастила два зала музея семнадцатью оригинальными греческими скульптурами, которые сумела атрибутировать. Кроме того, она работала над реорганизацией коллекции греческих ваз и Римского антиквария (Antiquarium Romanum).

### Период репрессий
Шпайер посещала многие публичные мероприятия, пока это не было ей запрещено фашистским правительством Италии. В 1938 году вступили в силу итальянские расовые законы (leggi razziali). От неё отвернулись многие бывшие друзья, как например, Мерит Шелер-Фуртвенглер, дочь известного немецкого археолога Адольфа Фуртвенглера и сестра знаменитого дирижёра Вильгельма Фуртвенглера, с которыми Шпайер какое-то время проживала вместе. Однако другие, такие как Людвиг Курциус, продолжали её поддерживать. Но и Курциус лишился своей должности.
Незадолго до визита Адольфа Гитлера в Рим в 1938 году Шпайер была заключена в печально известную тюрьму Реджина Коэли (Carcere di Regina Coeli). Её жених, итальянский генерал, пионер освоения дирижаблей и знаменитый исследователь Арктики Умберто Нобиле, смог освободить её за одну ночь, а Бартоломео Ногара уговорил Шпайер остаться в Италии.
В мае 1939 года Эрмин Шпайер приняла католичество, но это не защитило её от преследований и её арестовали во второй раз. В 1940 году Ватикан рекомендовал включить Шпайер в квоту в числе 3000 крещёных немецких евреев на эмиграцию в Бразилию. Она не приняла это предложение, потому что Нобиле, который тем временем эмигрировал в США и к которому она хотела бежать через Бразилию, не отреагировал должным образом. Обращение в католическую веру привело к ссоре с отцом, бежавшим в Англию, а также с матерью, сестрой и братьями, эмигрировавшими в США.
Во время немецкой оккупации Рима в 1943—1944 годах Эрмин Шпайер при содействии Ватикана укрылась в женском монастыре в катакомбах Присциллы. Так она избежала большого погрома 16 октября 1943 года, в ходе которого более тысячи евреев были отправлены в Освенцим и там уничтожены.

### Послевоенные годы
После войны Шпайер изо всех сил пыталась помочь бывшим коллегам в Германии, которые в ней нуждались. В 1950-х годах её старый друг Роберт Берингер предоставил Шпайер одну из своих римских квартир недалеко от Ватикана. В ней она проводила собрания «Кружка чтения Данте» (Dante-Lesezirkel) под руководством Филиппо Маджи, на который неоднократно приглашала молодых итальянских и немецких учёных.
С 1961 года Эрмин Шпайер лично отвечала за состояние коллекции древностей в музеях Ватикана. С этого началась традиция, что на подобных должностях всегда имеется как минимум один специалист из Германии. Эрмин Шпайер ушла с поста архивариуса и директора фотоархива в 1967 году. Её преемниками стали Франческо Ронкалли и Георг Дальтроп. Археологическому таланту Эрмин Шпайер история искусств обязана несколькими важными открытиями. В 1946 году в журнале «Античное собрание» (Antikensammlung) она привела атрибуцию головы коня, в качестве фрагмента скульптурной группы колесницы Афины, созданной Фидием с учениками для западного фронтона Парфенона афинского Акрополя, где изображён спор между Афиной и Посейдоном за владение Аттикой. В 1950 году Шпайер опубликовала выдающийся отчёт о раскопках крипты базилики Святого Петра в Ватикане.
Её обширные познания в области античной археологии способствовали тому, что Немецкий археологический институт доверил ей публикацию в середине 1950-х годов четвёртого издания «Путеводителя» Вольфганга Гельбига по коллекциям классических древностей в Риме. Эрмин Шпайер расширила справочник, включив в него новые находки, и привлекла к этой работе многих молодых учёных. Она также перевела текст с итальянского языка на немецкий. Как компетентный эксперт по музеям Ватикана, она принимала там многих видных посетителей, таких как бывший президент США Гарри С. Трумэн в 1956 году.

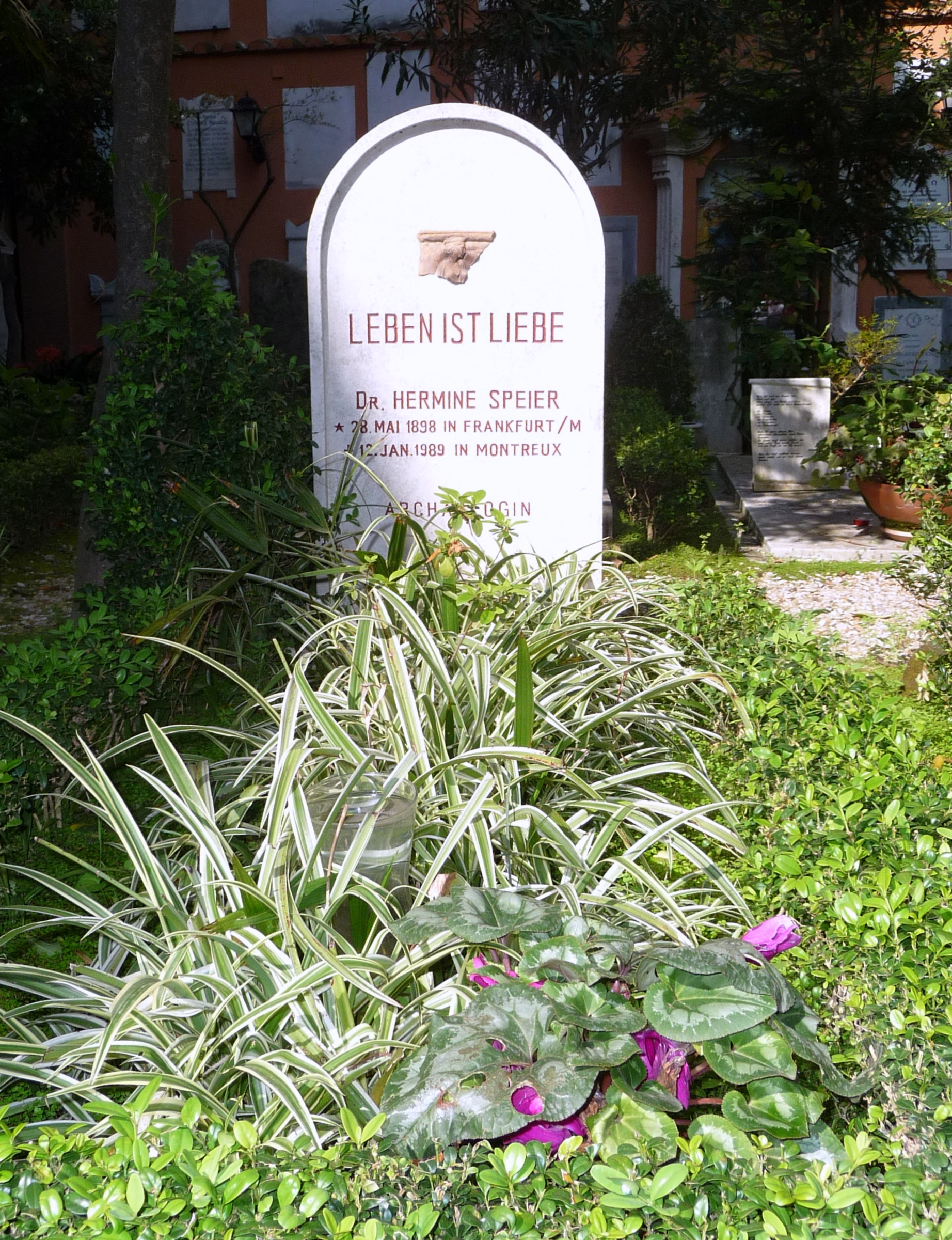
Могила Эрмин Шпайер на Тевтонском кладбище в Ватикане

На протяжении многих лет Эрмин Шпайер была полноправным членом Немецкого археологического института и Папской академии римской археологии (Pontificia Accademia Romana di Archeologia). Ей присуждена награда Ватикана: Крест «За заслуги перед Церковью и Папой». В 1973 году Шпайер была награждена Орденом «За заслуги перед Федеративной Республикой Германия».
Она так и не вышла замуж, несмотря на несколько помолвок. Её надгробие на Кампо-Санто-Тевтонико в Ватикане украшено фрагментом тарентинского терракотового рельефа, который она хотела опубликовать в памятном издании Людвига Курциуса в 1937 году, но это не удалось сделать из-за антиеврейского закона. Только в 1955 году она смогла опубликовать это произведение из своей частной коллекции.
Надгробие Эрмин Шпайер расположено в непосредственной близости от могилы Людвига Курциуса и на нём имеется надпись: «Жизнь есть любовь» (Leben ist Liebe).

## Публикации
- 1932: Двухфигурные группы в V и IV веках до нашей эры (Zweifiguren-Gruppen im fünften und vierten Jahrhundert vor Christus)
- 1949: Некрополь Ватикана под «Гротами» базилики Святого Петра (Die Vatikanische Necropole unter den «Groten» des Petersdomes)
- 1950: Особенный отпечаток из наследия античного искусства. Фрагмент конской головы с западного фронтона Парфенона (Sonderdruck aus Vermaechtnis der Antiken Kunst. Fragment eines Pferdekopfes aus dem Westgiebel des Parthenon)
- 1950: Новые раскопки под церковью Святого Петра в Риме (Die neuen Ausgrabungen unter der Peterskirche in Rom)
- 1952: «Memoria Sancti Petri». Обретение гробницы Петра (Memoria Sancti Petri, die Auffindung des Petrusgrabes)
- 1954: Чаша из мастерской Евфрония (Die Iliupersisschale aus der Werkstatt des Euphronios)
- 1955: Фрагмент тарентинского терракотового рельефа в частной римской собственности (Fragment eines tarentinischen Tonreliefs in römischem Privatbesitz)
- 1963—1972: Путеводитель по публичным собраниям классических древностей в Риме. В 4-х выпусках (Führer durch die öffentlichen Sammlungen klassischer Altertümer in Rom)